# دانشگاه داندی
دانشگاه داندی (انگلیسی: University of Dundee)
دانشگاه دولتی و دانشگاه تحقیقاتی است که در شهرک سلطنتی داندی در ساحل شرقی پست مرکزی اسکاتلند واقع شده‌است.

## تاریخچه
این مؤسسه در سال ۱۸۸۱ بنا نهاده شد. برای بسیاری از دوره‌های اولیه آن، دانشگاه کالجی از دانشگاه سنت اندروز همراه با کالج یونان و کالج سنت مری در شهر سنت اندروز تشکیل شد.
پس از گسترش قابل‌توجه، این دانشگاه به عنوان یک نهاد مستقل در سال ۱۹۶۷ دائر شد.

## یادداشت
1. ↑  Excluding academic atypical contracts.